# Luxeon

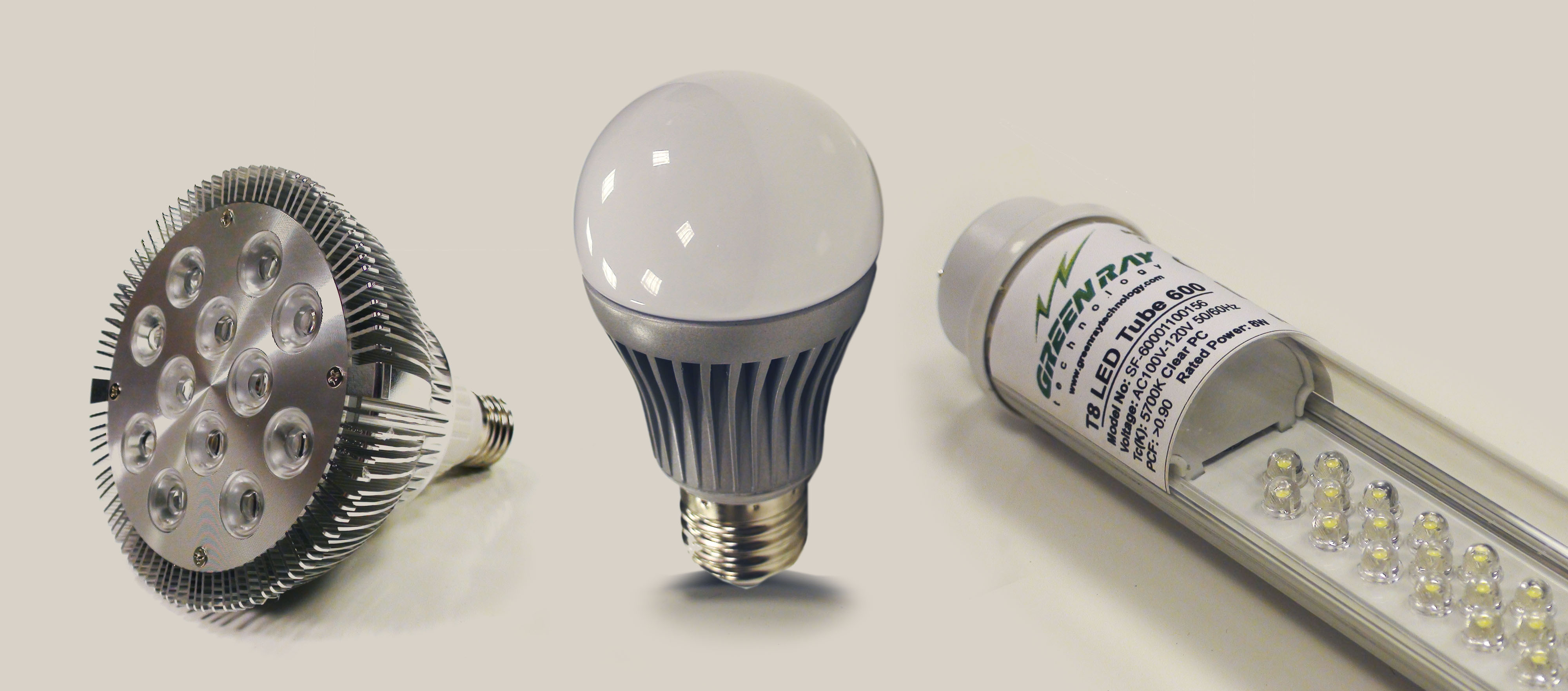

Luxeon là công nghệ đèn LED siêu sáng do Lumiled sản xuất, với mẫu đầu tiên xuất ra tối đa 120 lumen cho mỗi bóng. Thừa hưởng những ưu điểm của công nghệ LED như tiết kiệm điện, thời gian dùng tới hơn 100.000 giờ và khả năng phát ra ánh sáng trắng, ấm, ổn định hơn so với các loại đèn dây tóc và đèn huỳnh quang thông thường cho phép Luxeon khả năng cạnh tranh và thay thế các công nghệ chiếu sáng cũ trong tương lai gần, nhanh nhất là 2007.